# Chimäres Virus
Eine chimäres Virus (englisch chimeric virus), manchmal auch nur kurz eine Chimäre (engl. chimera) genannt, ist ein Virus, das genetisches Material von zwei oder mehr Ausgangs- oder Elternviren enthält. Das Center for Veterinary Biologics als Teil des Animal and Plant Health Inspection Service (APHIS) des Landwirtschaftsministeriums der Vereinigten Staaten (U.S. Department of Agriculture)
definiert den Begriff als einen „neuen hybriden Mikroorganismus, der durch die Verbindung von Nukleinsäurefragmenten aus zwei oder mehr verschiedenen Mikroorganismen entsteht, wobei jedes der Fragmente mindestens zwei für die Replikation essentiell notwendige Gene enthält.“ Der Begriff der Genetischen Chimäre wurde bereits definiert als ein individueller Organismus, dessen Körper entweder Zellpopulationen aus verschiedenen Zygoten (Eizellen) enthält, oder der sich aus Teilen verschiedener Embryonen entwickelt hat.

## Etymologie
In der Mythologie ist eine Chimäre (altgriechisch Χίμαιρα Chímaira, lateinisch Chimaera), eigentlich ‚Ziege‘,  eingedeutscht Chimära, Chimäre und Schimäre, ein Wesen (etwa wie ein Hippogryph oder ein Greif), das aus Teilen verschiedener Tiere besteht.

## Als natürliches Phänomen
Chimäre Viren sind das Ergebnis natürlicher Rekombination des Genoms meist nahe verwandter Virusstämme. Wenn (wie bei den Influenzaviren) das Genom aus mehreren Segmenten besteht, können im Fall einer Koinfektion aus einer Kombination der Segmente der verschiedenen Ausgangsstämme ein neues rekombinantes „chimäres“ Virus entstehen (Reassortment). Ist das Genom unsegmentiert (wie bei den Coronaviriden), so ist ein Umverknüpfen des DNA- bzw. RNA-Strangs nötig (ähnlich dem Crossing-over bei Eukaryoten).
Viren werden grundsätzlich in zwei Typen klassifiziert: DNA-Viren (mit einem DNA-Genom, Baltimore-Gruppen 1 und 2) und RNA-Viren (mit einem RNA-Genom, Baltimore-Gruppen 3, 4 und 5), dazu kommen die revers transkribierenden Viren (Baltimore-Gruppen 6 und 7). Bei Prokaryonten besitzt die große Mehrheit ihrer Viren ein doppelsträngiges (ds) DNA-Genom, während eine allerdings beträchtliche Minderheit ein einzelsträngiges (ss) DNA-Genom hat und nur wenige RNA-Viren vorkommen.
Im Gegensatz dazu machen bei Eukaryonten RNA-Viren den Großteil der Vielfalt aus, obwohl auch ssDNA- und dsDNA-Viren vorkommen.
In jedem Fall scheinen die oben beschriebenen Rekombinations-Vorgänge (ähnlich wie bei der Fertilität von Eukaryoten) eine gewisse Verwandtschaft („Kompatibilität“) der Genomsegmente (wie der Chromosomen) bzw. des Einzelstrangs (DNA/RNA, ss/ds, linear/zirkulär) vorauszusetzen. Im Jahr 2012 wurde jedoch bei einer Metagenom-Analyse des sauren, extremen Milieus des Boiling Springs Lake im Lassen Volcanic National Park in Kalifornien unerwartet das erste Beispiel eines natürlich vorkommenden „RNA-DNA-Hybridvirus“ entdeckt.
Sein ssDNA-Genom ist verwandt zu einem Teil (Genom-Organisation, Replikationsinitiations-Gen REP) mit einem ssDNA-Circovirus (Phylum Cressdnaviricota), das normalerweise Vögel und Schweine infiziert, zu einem anderen Teil (Kapsid-Gen CAP) mit einem ssRNA-Tombusvirus, das Pflanzen infiziert. Seine Viruspartikel ähneln also von außen den Tombusviren, innen aber den Circoviren. Graphische Veranschaulichungen finden sich bei de la Higuera (2018) und >R. Harth (2020).
Für das Virus wurde die Bezeichnung „Boiling Springs Lake RNA-DNA Hybrid Virus“ (BSL-RDHV) vorgeschlagen, eine Bestätigung durch das International Committee on Taxonomy of Viruses (ICTV) steht derzeit (Stand 30. August 2021) noch aus. Die Studie überraschte wegen der Verschiedenheit von DNA- und RNA-Viren, und da man die Art und Weise, wie die Chimäre zustande kam, nicht verstehen konnte.
Seitdem wurden weitere RNA-DNA-Hybridviren mit besagter Genom-Struktur der Cressdnaviricota gefunden, und die Gruppe wird auch als CHI-Viren ("chimäre Viren" im engeren Sinne, Cruciviren oder en. BSL-RDHV-like viruses) bezeichnet.
Weitgehend ungeklärt und immer noch in der Diskussion sind etliche Punkte:
- wie häufig sind in der Evolutionsgeschichte solche extremen Rekombinationsereignisse mit „reverser Transkription“ RNA zu DNA?
- liegt den RNA-DNA-Hybridviren insgesamt (oder wenigstens dem größten Teil davon) in ihrer evolutionären Geschichte ein einziges Hybridisierungsereignis zugrunde oder mehrere?
- welche Viruskandidaten gehören zur Klade des BSL-RDHV, d. h. sind aus demselben RNA-zu-DNA-Rekombinationsereignis hervorgegangen?

## Als Biowaffe
Die Kombination zweier pathogener Viren kann die Letalität des neuen Virus erhöhen. Es gab daher Fälle, in denen chimäre Viren für den Einsatz als Biowaffe in Betracht gezogen wurden.
Beispielsweise wurde von der ehemaligen Sowjetunion im Rahmen des englisch Chimera Project genannten Teils ihres Biowaffenprogramms Ende der 1980er und Anfang der 1990er Jahre versucht, die DNA des Venezolanischen Pferdeenzephalitis-Virus und des Pockenvirus an einem Ort (NPO Biosintez in Obolensk, russisch Оболенск), sowie die des Ebola-Virus und des Pockenvirus an einem anderen Ort (Vector-Institut in Nowosibirsk) zu kombinieren, obwohl dies gegen einen entsprechenden Erlass von Boris Jelzin vom 11. April 1992 verstieß. Eine Kombination aus Pocken- und Affenpockenvirus wurde ebenfalls untersucht. Siehe auch Gain-of-function-Forschung #GoF-ähnliche Experimente in der ehemaligen Sowjetunion.

## Als Mittel zur Therapie oder Vorbeugung
Studien haben gezeigt, dass chimäre Viren für medizinische Zwecke entwickelt werden können. Die US-amerikanische Food and Drug Administration (FDA) hat 2018 die Verwendung von chimären Antigenrezeptoren (Chimeric Antigen Receptor, CAR) zur Behandlung eines rückfällig gewordenen Non-Hodgkin-Lymphoms zugelassen (CAR-T-Zell-Therapie). Durch die Einführung eines chimären Antigenrezeptors mit Hilfe eines chimären retroviralen Vektors in T-Zellen werden diese effizienter bei der Erkennung und Bekämpfung von Tumorzellen. Auch ein gentechnisch hergestelltes chimäres Polio-Rhino-Virus (PVSRIPO) soll zur Behandlung des Glioblastoms eingesetzt werden (Desjardins et al. 2018).
Es laufen auch Studien zur Entwicklung eines Impfstoffs auf Basis chimärer Viren gegen vier Typen des Dengue-Virus, die jedoch noch nicht erfolgreich waren (Stand 2014/2018). Beispielsweise wurden chimäre Flaviviren in dem Versuch geschaffen, neuartige abgeschwächte Lebendimpfstoffe herzustellen.